# Conus koukae
Espèce
Conus koukae est une espèce de mollusques gastéropodes marins de la famille des Conidae.
Comme toutes les espèces du genre Conus, ces escargots sont prédateurs et venimeux. Ils sont capables de « piquer » les humains et doivent donc être manipulés avec précaution, voire pas du tout.

## Description
La taille de la coquille varie entre 35 mm et 47 mm.

## Distribution
Cette espèce marine est présente au large de Masirah et Muscat, Oman.

## Taxonomie

### Publication originale
L'espèce Conus koukae a été décrite pour la première fois en 2013 par les malacologistes Éric Monnier (d) (1953-), Loíc Limpalaër et Alain Robin dans la publication intitulée « Xenophora Taxonomy »,.

### Synonymes
- Conus (Pionoconus) koukae (Monnier, Limpalaër & Robin, 2013) · appellation alternative
- Pionoconus koukae Monnier, Limpalaër & Robin, 2013 · non accepté (combinaison originale)